# Christkönig (Bischofsheim)
Koordinaten: 49° 59′ 29,7″ N, 8° 21′ 25,3″ O

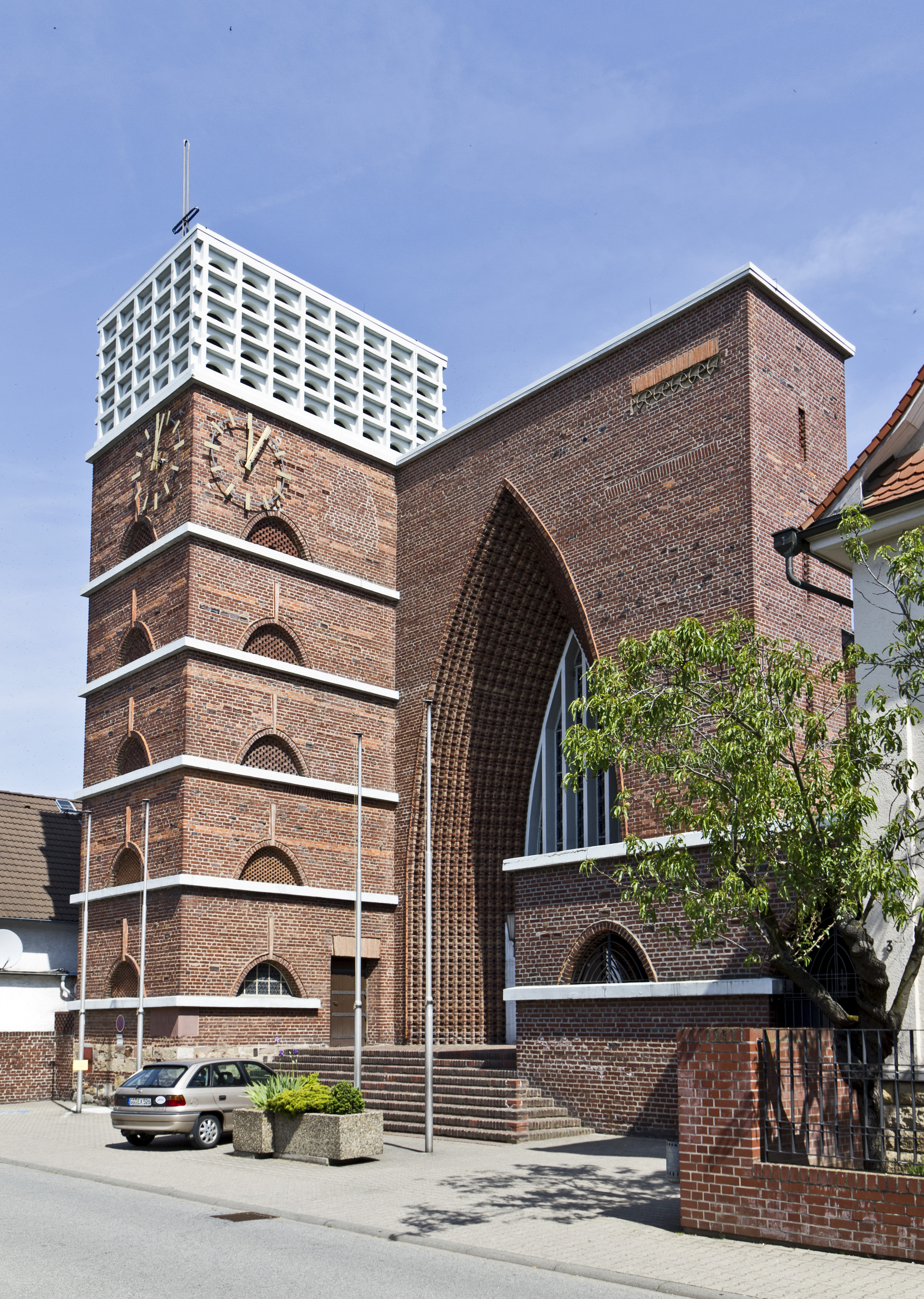
Christkönig-Kirche Bischofsheim

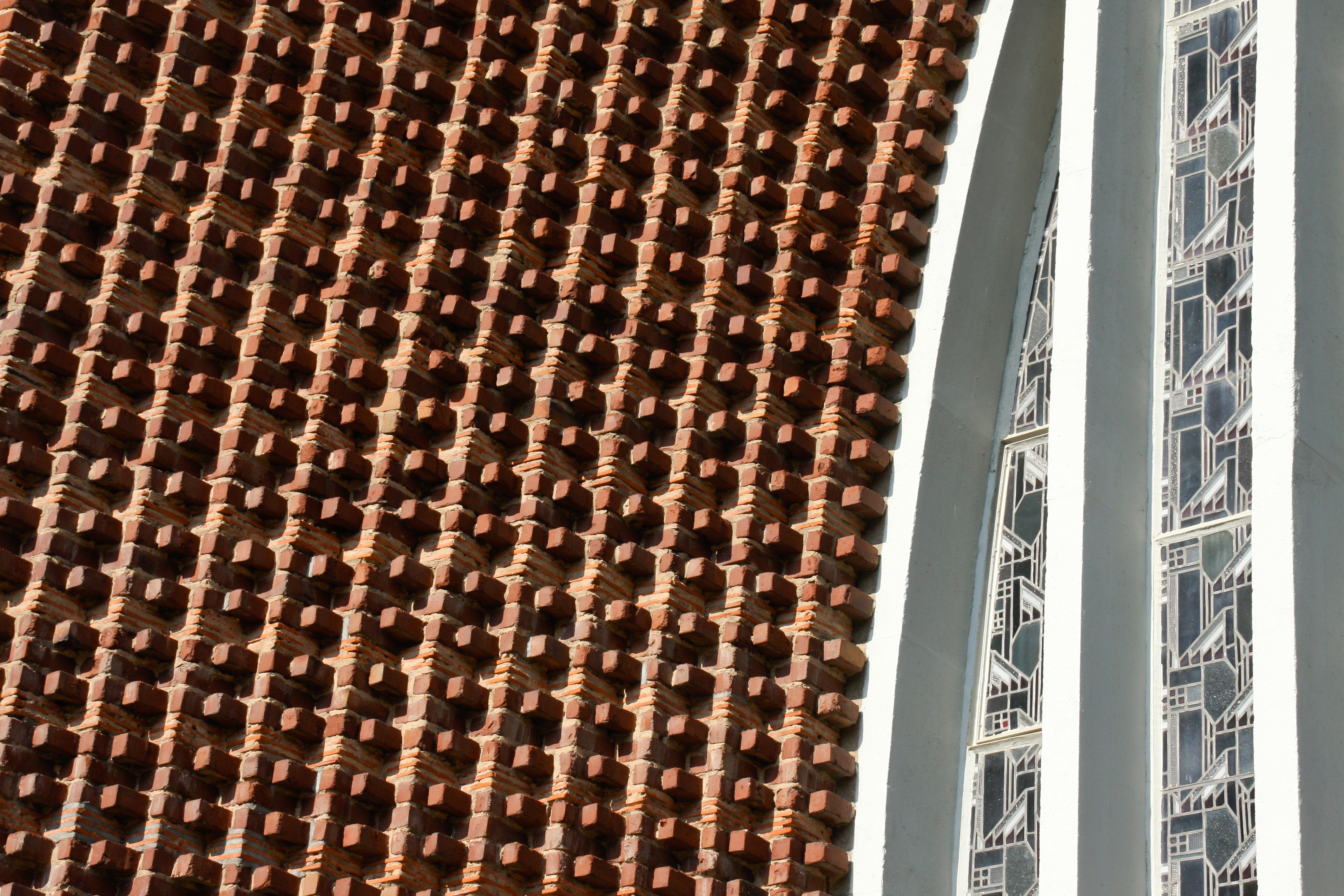
Detail Portalnische

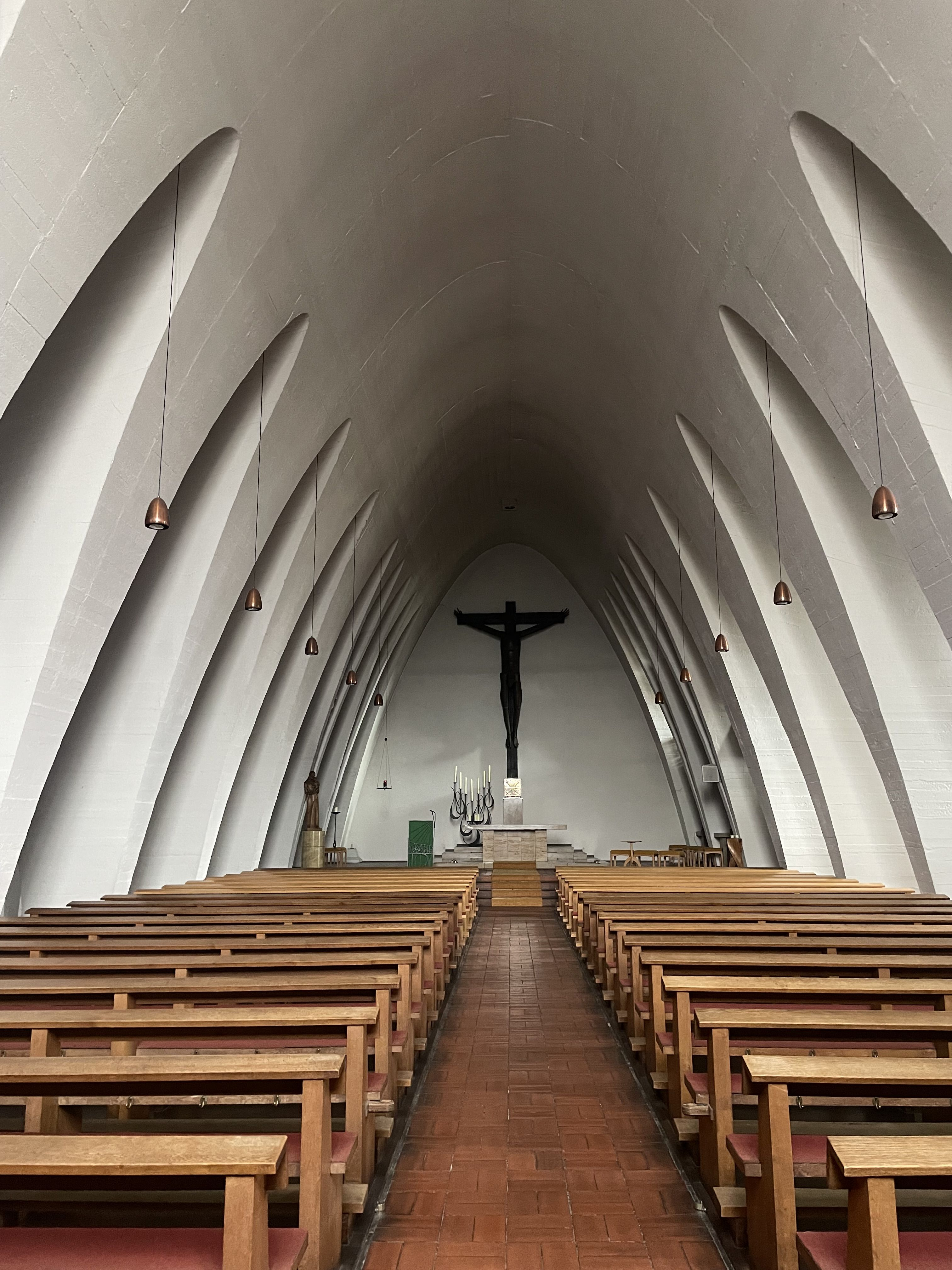
Blick zum Altar

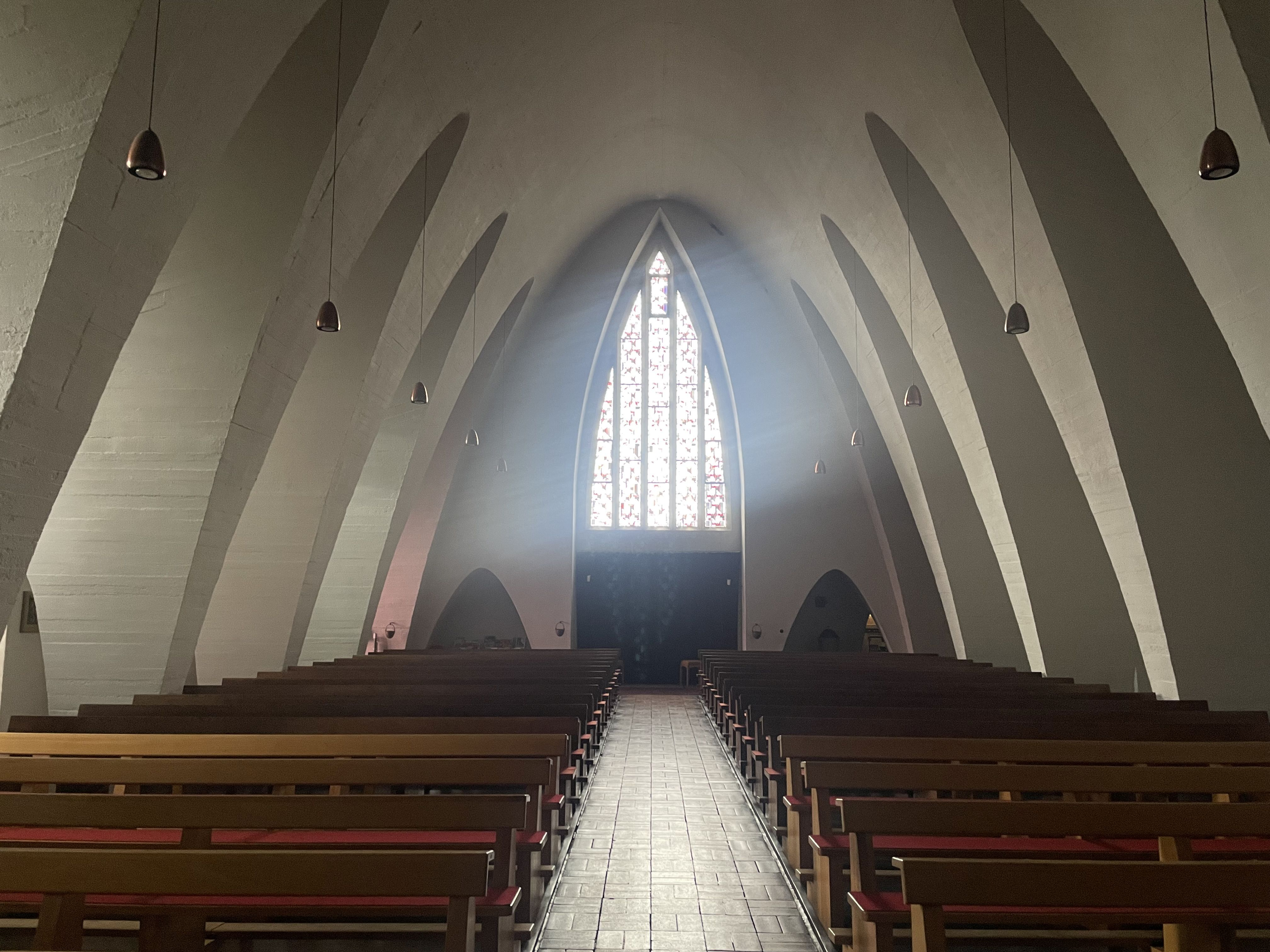
Blick vom Altar zur Rückwand

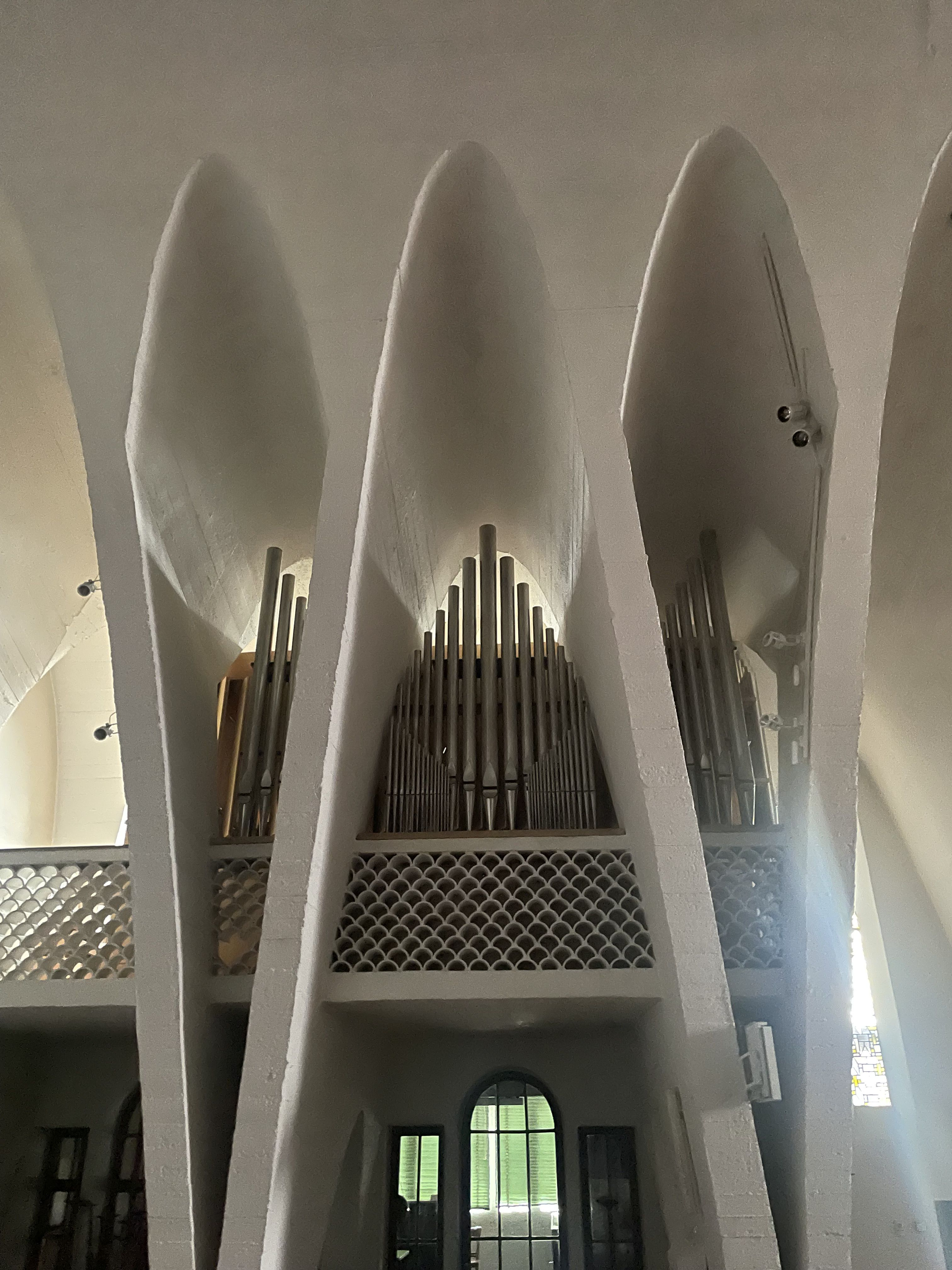
Orgel zum Altarraum hin

Die Christkönig-Kirche ist die katholische Kirche in Bischofsheim im Kreis Groß-Gerau in Hessen.

## Überblick
Die Kirche gehört zur Pfarrgruppe Mainspitze mit den Pfarren Herz Jesu Gustavsburg, St. Marien Ginsheim und eben Christkönig in Bischofsheim im Dekanat Rüsselsheim, zugehörig zum Bistum Mainz. Die Kirche trägt das Patrozinium Christus König (Rex Christus) und befindet sich in der Hochheimer Straße 3 in Bischofsheim, unweit des Bahnhofs.
Nach dem Abriss der alten Kirche (Baujahr 1902), die dem heiligen Josef geweiht war, wurde der Neubau nach einem Entwurf des Architekten Dominikus Böhm in nur drei Monaten gebaut. Seit Einführung des Christkönigsfestes durch Papst Pius XI. im Jahre 1925 war die Christkönigkirche in Bischofsheim das erste Gotteshaus in Deutschland, das Christus, dem König am 22. November 1926 durch Bischof Ludwig Maria Hugo geweiht wurde. Die Kirche ist einer der ersten Rohbeton-Bauten in Deutschland und erregte schon aus diesem Grund zur Bauzeit Aufsehen.
Böhm hatte sich in einem 1926 ausgeschriebenen Architektenwettbewerb mit einem sechsgeschossigen kubischen Bau mit dem angeschlossenem, siebengeschossigen Turm an der Nordwestecke als Gewinner durchgesetzt. Die Fassade zeigt eine Kombination aus Ziegelmauerwerk und gliedernden Betonelementen, das Westportal ist in eine fast gebäudehoch geschnittene Nische mit gestufter Laibung eingefügt. Der eher dunkle, schlichte Innenraum mit rechteckigen Grundriss hat im Kontrast zum Außenbau ein parabolförmiges Tonnengewölbe aus Rohbeton, in das wiederum parabolförmige Nischen zu den seitenschiffartigen Durchgängen geschnitten sind. Es besteht  keine räumliche Trennung zwischen Altarraum und Gemeinde.

„Dem Innenraum der Christkönigkirche liegt ein emotional aufgeladenes Raumkonzept zugrunde, das Böhms tief gläubiger Haltung und Exzentrik entspricht.“

1928 besuchte der damalige Nuntius Eugenio Pacelli (und spätere Papst Pius XII.) die Opelwerke in Rüsselsheim und den damaligen innovativen und provozierenden Kirchenbau aus Beton.
Im Jahr 1962 wurde der vollständig in Sichtbeton ausgeführte Innenraum hell überstrichen und 1966 wurde im Zuge der Liturgiereform die vor dem Altarraum angebrachte Betonkanzel entfernt.

## Ausstattung
Das monumentale, sechs Meter hohe, aus Messing getriebene Kruzifix an der Altarrückwand, das nicht den leidenden, sondern einen königlichen Christus zeigt, stammt von dem Kölner Bildhauer Hans Wissel. Er war von 1925 bis 1933 Professor für Plastik und figürliche Metall-Triebarbeit an den Kölner Werkschulen. Die ornamentale Bleiverglasung nach Entwürfen des Architekten wurde 1934 eingebaut.

### Orgel
Die Orgel wurde im Jahre 2009 von der Orgelbaufirma Reichenstein (Windesheim) erbaut. Das Besondere an diesem Instrument ist, dass ein Großteil der Register des Hauptwerkes auf Wechselschleifen steht, und damit auch im Positiv (II. Manual) und Pedal registriert werden können; ein eigenes Pedalwerk fehlt. Das Instrument hat 24 klingende Register (darunter ein Vorabzug).
Das Instrument ersetzt ein Vorgängerinstrument der Orgelbauwerkstatt Christian Gerhardt & Söhne aus Boppard von 1939, das im Laufe der Zeit wegen ungeeigneter Materialien und der weitgehend frei stehenden und damit wenig geschützten Orgelpfeifen unbrauchbar geworden war. Vor der Inbetriebnahme der neuen Orgel war von 1997 bis 2009 eine zweimanualige Kabinettorgel im Altarraum in Gebrauch.
Disposition
| I Hauptwerk C–g3 |                            |         |
| 1.               | Bourdon                    | 16'     |
| 2.               | Principal                  | 08'     |
| 3.               | Salicional                 | 08'     |
| 4.               | Copula                     | 08'     |
| 5.               | Octave                     | 04'     |
| 6.               | Blockflöte                 | 04'     |
| 7.               | Nasard                     | 02 ⁄3'  |
| 8.               | Superoctave (vorab Nr. 11) | 02'     |
| 9.               | Terz                       | 01 3⁄5' |
| 10.              | Larigot                    | 01 ⁄3'  |
| 11.              | Mixtur IV                  | 02'     |
| 12.              | Basson-Hautbois            | 08'     |
|                  | Tremulant                  |         |

| II Positiv C–g3 |                             |         |
| 13.             | Rohrflöte                   | 08'     |
| 14.             | Salicional (WS Nr. 3)       | 08'     |
| 15.             | Blockflöte (WS Nr. 6)       | 04'     |
| 16.             | Nasard (WS Nr. 7)           | 02 ⁄3'  |
| 17.             | Schwiegel                   | 02'     |
| 18.             | Terz (WS Nr. 9)             | 01 3⁄5' |
| 19.             | Larigot (WS Nr. 10)         | 01 ⁄3'  |
| 20.             | Basson-Hautbois (WS Nr. 12) | 08'     |
|                 | Tremulant                   |         |

| Pedal C–f1 |                      |     |
| 21.        | Bourdon (WS Nr. 1)   | 16' |
| 22.        | Principal (WS Nr. 2) | 08' |
| 23.        | Copula (WS Nr. 4)    | 08' |
| 24.        | Octave (WS Nr. 5)    | 04' |

- Koppeln: I/P, II/P.

### Glocken
Nachdem 1942 das bestehende Geläut der Kirche weitgehend beschlagnahmt worden war, wurde der nach dem Zweiten Weltkrieg aufgekommene Wunsch nach einem neuen Geläut im Jahr 1950 erfüllt: die Glockengießerei Petit & Gebr. Edelbrock, die 1926 schon das erste Geläut gegossen hatte, fertigte nochmals vier Glocken aus Bronze. Alle tragen die Aufschrift: „Gegossen im Jubeljahr 1950 für die katholische Kirchengemeinde Bischofsheim bei Mainz“. Einzelheiten nennt die folgende Tabelle:
| Nr. | Name               | Gewicht | Schlagton | Inschrift                                   |
| --- | ------------------ | ------- | --------- | ------------------------------------------- |
| 1   | Christkönigsglocke | 1132 kg | e         | Ich künde das Königtum Christi.             |
| 2   | Marienglocke       | 652 kg  | g         | Ich singe das Lob der Himmelskönigin Maria. |
| 3   | Josefsglocke       | 462 kg  | a         | Ich erflehe den Schutz des hl. Joseph.      |
| 4   | Katharinenglocke   | 299 kg  | h         | Ich rufe an die Fürbitte der hl. Katharina. |